# كالاما
كالاما (Kalama) كانت زوجة ملك هاواي كاويكياولي، الذي حكم باسم كاميهاميها الثالث، وعاشت بين عامي 1817–1870، واسمها الكامل هو Kalama Hakaleleponi Kapakuhaili.

## اقرأ أيضاً
- هاواي